# تیوستوولا
تیوستوولا (به لاتین: Suchowola) یک شهر و گمینا در لهستان است که در گمینا سوخووولا واقع شده‌است. تیوستوولا ۲۵٫۹۵ کیلومتر مربع مساحت و ۲٬۲۴۳ نفر جمعیت دارد.